# Lei (naczynie)
Lei – wykonane z brązu rytualne naczynie do wina, używane w starożytnych Chinach (epoki Shang i Zhou). Miało postać wazy ze zwężającym się wlewem, dwoma bocznymi uchwytami i pokrywką.